# Dorney Lake

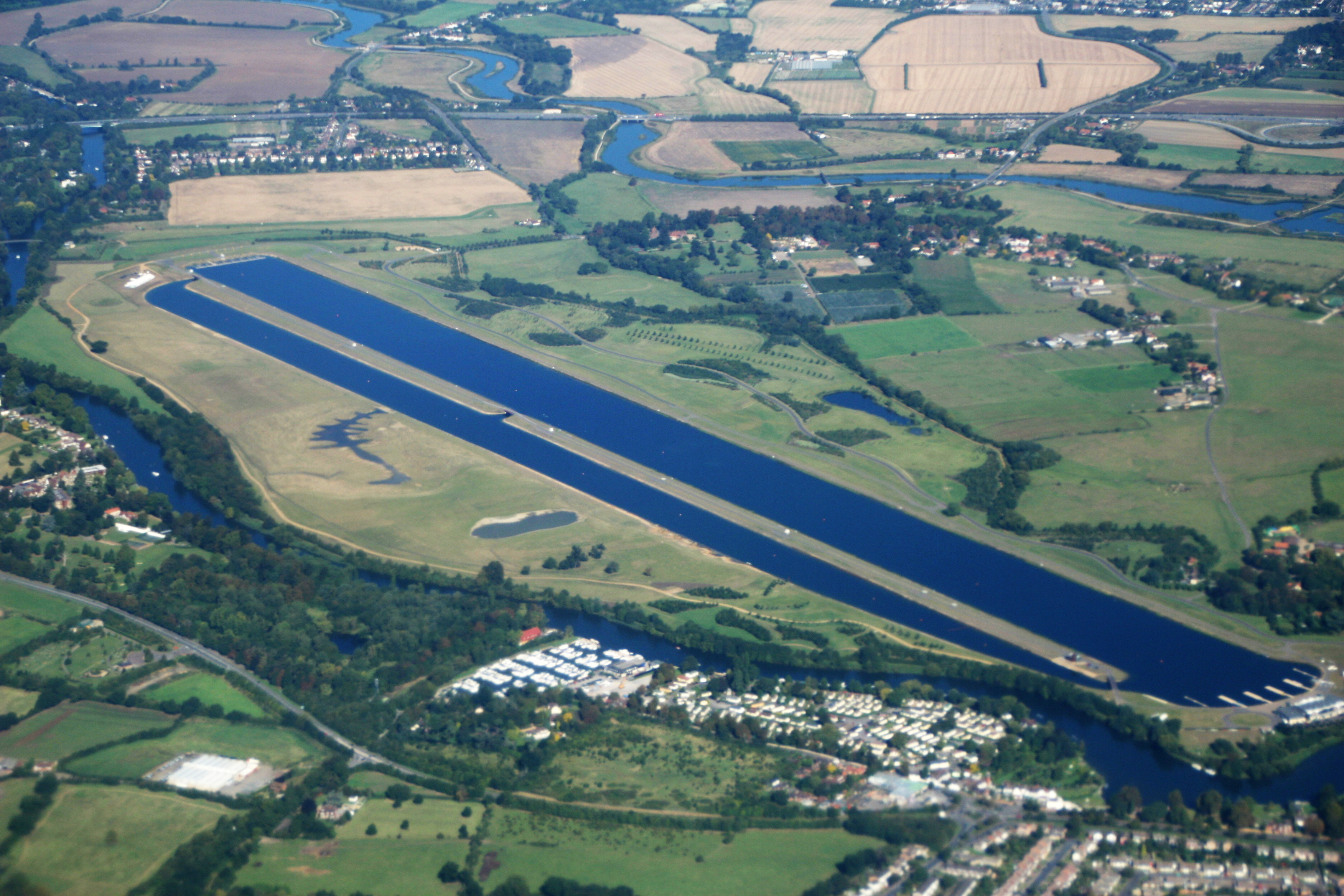
Vue aérienne du bassin

Dorney Lake, est une base d'aviron, d'origine artificielle, située dans le Comté de Buckinghamshire en Angleterre.
Le lac a accueilli plusieurs compétitions sportives d'aviron.
Le lac est une propriété privée ; il appartient au Eton College et est géré par DCMS et SEEDA.

## Évènements sportifs
- 2005 : Coupe du monde d'aviron
- 2005 : Coupe de la Jeunesse
- 2006 : Championnats du monde d'aviron
- 2011 : Championnats du monde d'aviron junior
- 2012 : Jeux olympiques d'été 2012
- 2012 : Jeux paralympiques d'été 2012